# Hochschule für Musik Hanns Eisler
La Hochschule für Musik Hanns Eisler (Istituto Hanns Eisler o Accademia di musica) di Berlino, Germania, è uno dei principali conservatori di musica in Europa. Fu fondato a Berlino Est nel 1950 come Deutsche Hochschule für Musik (Istituto tedesco di musica) perché la vecchia Hochschule für Musik Berlin (ora l'Universität der Künste Berlin) era a Berlino Ovest. Dopo la morte di uno dei suoi primi professori, il compositore Hanns Eisler, la scuola fu ribattezzata in suo onore nel 1964. Dopo un rinnovamento nel 2005 il conservatorio si trova nel famoso quartiere Gendarmenmarkt di Berlino e nella Neuer Marstall.
La Hochschule für Musik Hanns Eisler ha una varietà di settori tra i quali musica da camera, cori, orchestre e jazz.

## La Hochschule
La Hochschule è strutturata in quattro divisioni e quattro istituti. Offre programmi di fisarmonica, composizione, direzione, coro, batteria, chitarra, armonia e contrappunto, arpa, jazz, teatro musicale, regia d'opera, archi, timpani, pianoforte e strumenti a fiato.
Il Kurt-Singer-Institut, fondato nel 2002, è specializzato nella ricerca sulla salute dei musicisti. Dal 2003 l'Institut für neue Musik si occupa di musica contemporanea. Con la fondazione del Jazz-Institut di Berlino nel 2005, il conservatorio ha acquisito un livello internazionale nell'educazione al jazz; David Friedman, John Hollenbeck, Judy Niemack e Jiggs Whigham sono annoverati tra i professori.
Ogni anno si svolgono oltre 400 eventi, tra cui concerti, produzioni operistiche, recital di classe e concerti di esame. La Hochschule collabora con la Konzerthaus di Berlino e la Berlin Philharmonic Foundation. In entrambe queste sedi vengono presentati regolarmente concerti orchestrali, corali e dello staff.

## Storia
Dopo la fondazione della Repubblica Democratica Tedesca (RDT) tutte le scuole di musica e l'unico istituto di musica erano situati nella zona ovest di Berlino. Per questo il ministero della Pubblica istruzione della GDR decise di istituire un istituto di musica nel settore orientale. Il 1º ottobre 1950 venne fondata la Deutsche Hochschule für Musik. Il professor Dr. Georg Knepler fu il primo direttore della scuola. Tra i docenti c'erano Rudolph Wagner-Régeny e Hanns Eisler (composizione), Helmut Koch (direttore d'orchestra), Helma Prechter, Arno Schellenberg (voce), Carl Adolf Martiensse, Grete Herwig (pianoforte), Gustav Havemann, Wilhelm Martens (violino), Bernhard Günther (violoncello), Werner Buchholz (viola) ed Ewald Koch (clarinetto).
Dal 1964 il conservatorio fu ribattezzato Hochschule für Musik Hanns Eisler Berlin.
Nel 1950 fu fondata una scuola speciale per la musica. Il conservatorio strinse una collaborazione con la Carl Philipp Emanuel Bach Schule.
Nel 1953 fu istituito il programma di regia teatrale di opera e di teatro musicale, in quanto due studenti erano interessati a questo argomento. Il conservatorio divenne così la prima scuola in Europa ad avere un programma di quel tipo.
Lo stato di Berlino dopo la riunificazione tedesca assunse il controllo del conservatorio. Oggi è sotto la giurisdizione del Senato, dipartimento della scienza, della ricerca e delle arti.